# Tajwid
Le tajwîd (en arabe : تَجْوِيد, tajwīd, embellissement) est une lecture psalmodiée du Coran.

## Origines
Selon les traditions musulmanes, l'appel à psalmodier le Coran trouverait son origine dans les recommandations de Mahomet : « parez le Coran avec vos [belles] voix » et « Ne peut se réclamer de nous celui qui ne « chante » ([yataghannâ], يَتَغَنَّى) pas le Coran ». Les hadiths recommandent la psalmodie du Coran comme un acte religieux.
Le terme tajwid n'est pas coranique, à la différence du terme tartil. Parfois, les deux termes sont confondus. Celui-ci évoque de nos jours un style moins orné, moins chantant.

## Caractéristiques
Le tajwid a élevé la récitation du Coran au rang d'un art. Pour cela, il suit  des principes de récitation comme l’accentuation ou la modulation de la voix. Elle s'inscrit dans les systèmes modaux développés pendant la période abbâsside. Néanmoins, à l'intérieur de ces règles, le récitateur possède une grande liberté vocale et mélodique, à la différence du tartil, qui est « une lecture bien soignée, claire et bien mesurée, mais pas nécessairement bien recitée ».
Les musulmans voient dans la psalmodie du Coran la marque de son inimitabilité. Ainsi, pour eux, les règles du tajwid auraient été transmises par l'ange Gabriel à Mahomet. Cette récitation possède une dimension sacrale et liturgique. 
Le développement des outils modernes d'enregistrement a permis à la récitation du Coran de prendre une large place dans le paysage sonore contemporain (bus, taxis, salon de coiffure...). Elle est vue comme une alternative aux musiques importées.